# Ranoidea phyllochroa
Ranoidea phyllochroa, tên thông dụng tiếng Anh: Leaf Green Tree Frog hay Ếch cây lá xanh, là một loài ếch thuộc họ Pelodryadidae sống ở suối, có nguồn gốc ở miền đông Úc từ biên giới Queensland/New South Wales về phía nam đến Sydney.

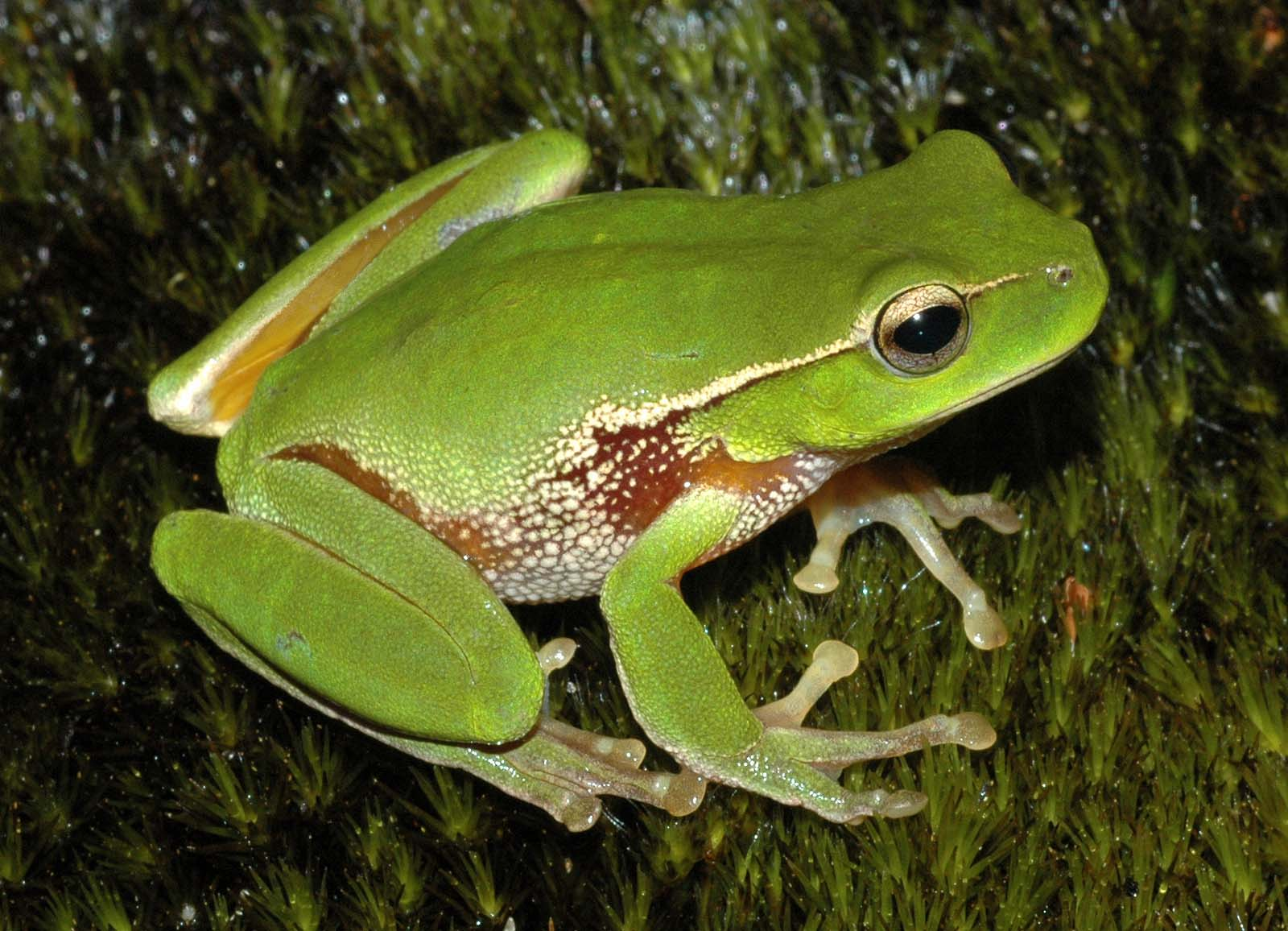
A specimen from the "hybrid zone" of the leaf green tree frog and southern leaf green tree frog showing physical characteristics of both species

Đây là một loài ếch cây khá nhỏ, dài khoảng 40mm. Nó có màu từ xanh sáng đến xanh lá cây ô liu tối với ánh sáng màu nâu đến màu nâu sẫm trên bề mặt lưng. Có một sọc vàng kim loại nhạt chạy từ lỗ mũi, qua mắt, vượt typanum và xuống phía bên. Các chân trước, háng và đùi đỏ sậm. Bụng màu trắng.
Các môi trường sống tự nhiên của chúng là các suối trong các khu rừng ẩm ướt hay khô, rừng dọc theo bờ biển và các dãy núi New South Wales. Con đực kêu suốt mùa hè, mùa xuân và mùa thu.

## Hình ảnh

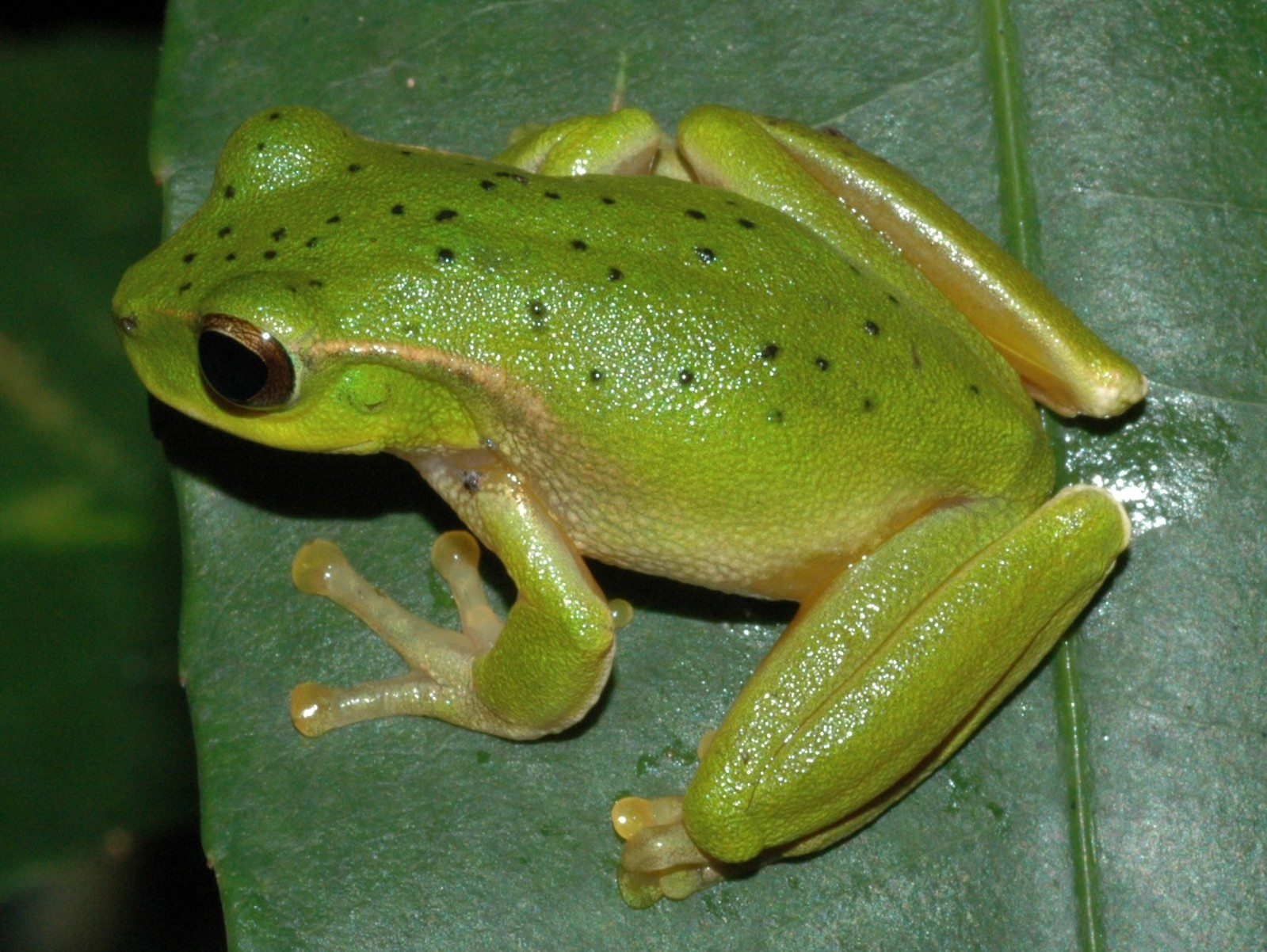
Ranoidea barringtonensis
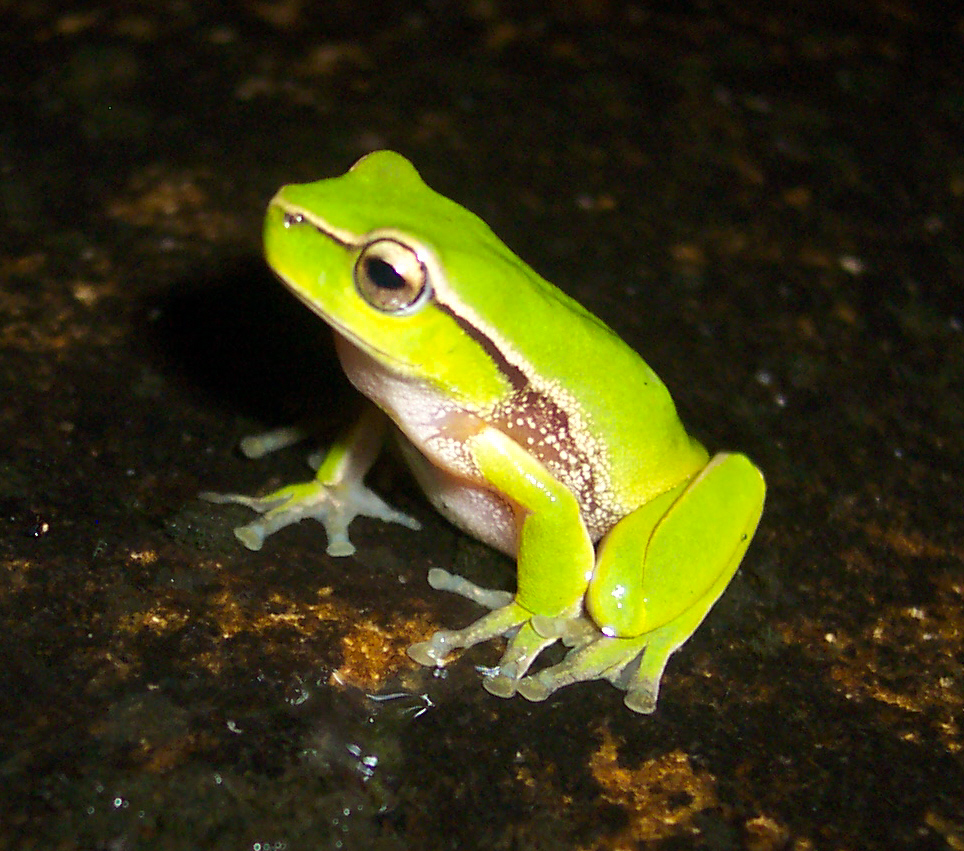
Ranoidea nudidigitus
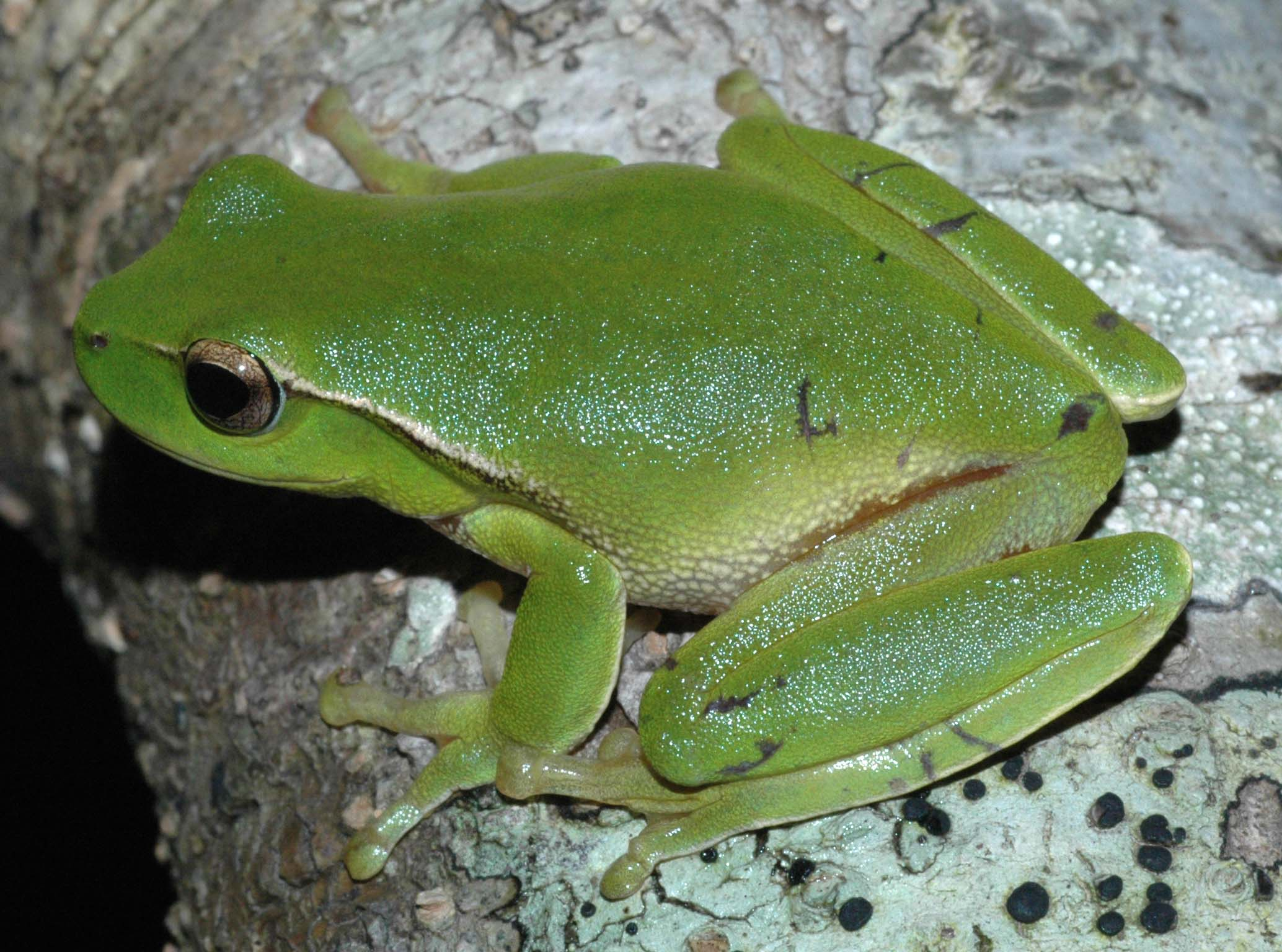
Ranoidea phyllochroa
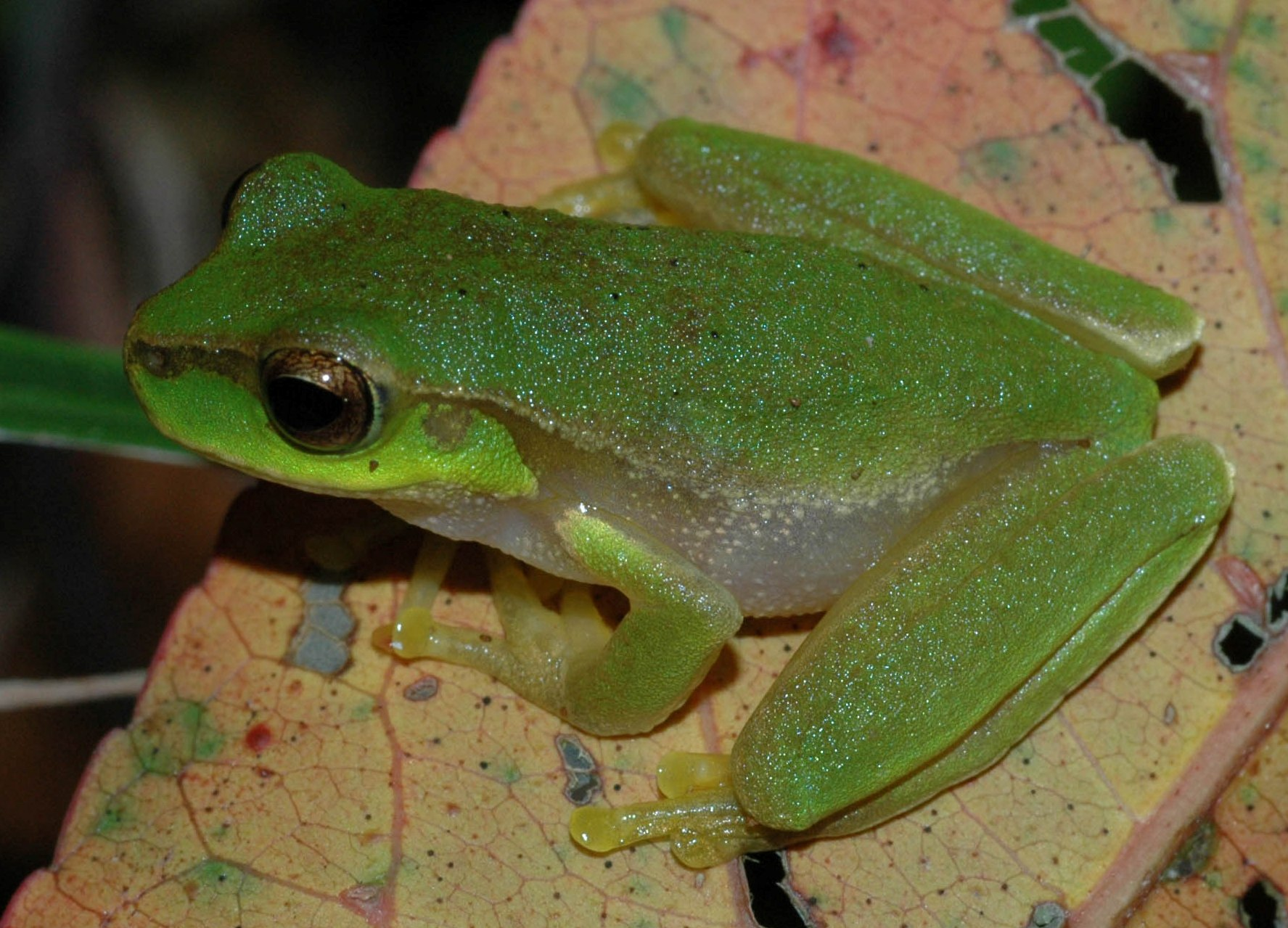
Ranoidea pearsoniana